# Pastoriza (Arteijo)
Pastoriza (llamada oficialmente Santa María de Pastoriza) es una parroquia y una aldea española del municipio de Arteijo, en la provincia de La Coruña, Galicia.

## Organización territorial
La parroquia está formada por veintiocho entidades de población, constando ocho de ellas en el nomenclátor del Instituto Nacional de Estadística español:

### Entidades de población
Entidades de población que forman parte de la parroquia:
- A Balsa
- A Choupana
- A Pedra Grande
- A Revolta
- As Casas Novas
- Barrionuevo (O Barrio Novo)
- Bordeiras (As Bordeiras)
- Borroa
- Campanilla (A Campanilla)
- Coto (O Coto)
- Furoca (A Furoca)
- Maceira (A Maceira)
- Meicende
- Montillos
- Naya (Naia)
- O Barreiro
- O Monte da Rabadeira
- O Moucho
- O Petón
- O Quinto Pino
- O Rexedoiro
- Pastoriza
- Santuario (O Santuario)
- Sixto[6] (O Sisto)
- Sobrado
- Torroal

### Despoblados
Despoblados que forman parte de la parroquia:
- Monticaño
- Nostián

## Demografía

### Parroquia
| Gráfica de evolución demográfica de Oseiro (parroquia) entre 2000 y 2018 |
|                                                                          |
| Datos según el nomenclátor publicado por el INE.                         |

### Aldea
| Gráfica de evolución demográfica de Oseiro (aldea) entre 2000 y 2018 |
|                                                                      |
| Datos según el nomenclátor publicado por el INE.                     |